# Тимур и его команда (фильм, 1940)
«Тиму́р и его́ кома́нда» — советский детский приключенческий художественный фильм, поставленный по оригинальному сценарию Аркадия Гайдара режиссёром Александром Разумным и снятый на студии «Союздетфильм» в 1940 году.

## Сюжет
Девочка Женя, дочь полковника Александрова, вместе со старшей сестрой Ольгой приезжает на дачу. Здесь она знакомится с пионером Тимуром, командиром местной группы пионеров, помогающей людям, в особенности старикам и семьям красноармейцев. Ольга, наслушавшись разговоров соседей, принимает Тимура за хулигана и запрещает младшей сестре общаться с ним, хотя Тимур и его небольшая команда ведут борьбу с настоящими хулиганами, «атаманом» Квакиным, «Фигурой» и их компанией, совершающей ночные налёты на сады дачников.
В конце фильма Тимур идёт на нешуточной важности поступок. Чтобы дать по недоразумению опоздавшей на поезд Жене возможность хоть на несколько минут увидеть отца перед отъездом на фронт, он угоняет дядин мотоцикл и отвозит на нём Женю в Москву. Тимур отлично сознаёт все возможные негативные для него последствия этого шага. Ведь задержи их автоинспекция по дороге, для несовершеннолетнего и не имеющего прав Тимура дело бы не ограничилось замечанием или даже штрафом. Тут «пахнет» исключением из пионеров или даже из школы. И он отлично понимает это. Но человек в беде, и он «не мог иначе»!
В результате Ольга узнаёт, наконец, кто на самом деле Тимур, и всё объясняет его дяде, который готов уже отослать племянника к матери. Заканчивается фильм проводами Гараева-дяди в армию.

## В главных ролях
Возьмём винтовки новые, на штык флажки!

И с песнею, в стрелковые пойдём кружки.
Раз, два! Все в ряд! Вперёд, отряд!
Когда война-метелица придёт опять,

должны уметь мы целиться, уметь стрелять.
Шагай круче! Целься лучше!
И если двинет армии страна моя,

мы будем санитарами во всех боях.
Ранят в лесу, к своим снесу.
Бесшумною разведкою тиха нога,

за камнем и за веткою найдём врага.
Ползу день, ночь моим помочь.
Блестят винтовки новые, на них — флажки.

Мы с песнею, в стрелковые, идём, кружки.
Раз, два! Подряд! Шагай, отряд!
- Ливий Щипачёв — Тимур
- Екатерина Деревщикова — Женя
- Марина Ковалёва — Ольга, старшая сестра Жени
- Николай Анненков — полковник Александров, отец Жени и Ольги
- Пётр Савин — инженер Георгий Гараев, дядя Тимура
- Лев Потёмкин — доктор Фёдор Григорьевич Колокольчиков
- Витя Селезнёв — его внук Витя
- Петя Гроховский — его внук Коля, тимуровец
- Борис Ясень — Мишка Квакин, «гроза местных садов и огородов»
- Николай Кутузов — Гейка, тимуровец
- Игорь Смирнов — Сима Симаков, тимуровец

## Съёмочная группа
- Сценарий — Аркадий Гайдар
- Постановка — Александр Разумный
- Оператор — Пётр Ермолов
- Художник — Иван Степанов
- Композитор — Лев Шварц
- Звукооператор — В. Дмитриев
- Ассистенты:
  - режиссёра — И. Лукинский
  - монтажёра — Т. Мартынова
  - оператора — А. Мухтар
  - звукооператора — Б. Пеккер
- Директор — С. Томский

## Производство
Сценарий фильма был написан Аркадием Гайдаром в конце 1939 — начале 1940 годов, до создания одноимённой повести, главные герои (Тимур и Женя) названы в честь сына автора от первого брака и приёмной дочери от второго.
Первоначальное название фильма было «Дункан и его команда».

«Дункан» — фамилия героя, и только так его называют, а не по имени — Володя. <…> Дункан — имя многих шотландских королей, для русского культурного контекста в первую очередь — имя героя трагедии Шекспира «Макбет»; за ним — историческое лицо, король Дункан I, снискавший, по легенде, любовь подданных своей энергией и справедливостью. <…> Весной 1940 года, во время работы над фильмом по ещё не дописанной повести, именование «Дункан» было отвергнуто. В Комитете по кинематографии выразили недоумение, верно учуяв авторский порыв за пределы выгороженного советского пространства: «Хороший советский мальчик. Пионер. Придумал такую полезную игру и вдруг — „Дункан“. Мы посоветовались тут с товарищами — имя вам нужно поменять» (Б. С. Камов. «Обыкновенная биография: Аркадий Гайдар»). Автор тяжело переживал расставание с важным для него именованием и никак не мог придумать равноценную замену; вдруг его осенило — Тимур, имя сына…
— Мариэтта Чудакова
Хотя В. А. Разумный (сын режиссёра фильма) считает, что «„Тимуром и его командой“ фильм стал лишь в результате грозного звонка из Комитета по делам кинематографии, предложившего, после заключения пакта Молотова-Риббентропа, убрать „Дункана“ из титров как намёк на нечто английское».
На роль Тимура пробовались Борис Рунге, Юрий Яковлев и даже сын Аркадия Гайдара — Тимур. В итоге взяли Ливия Щипачёва, сына известного поэта Степана Щипачёва.
Съёмки фильма проходили в районе Барбошиной поляны в Куйбышеве.
Участница съёмок Зоя Романюк вспоминала, как всё было: «Шёл 1938 год. Нам было по 11—12 лет. Жили мы в детском доме № 1 на „2-й линии“ (так называлась наша улица) на Барбошиной поляне, на берегу Волги. Там располагались летние детсады, пионерские лагеря. Однажды нас собрали в игровой комнате-библиотеке и спросили: кто хочет сниматься в кино? Человек 8 подняли руки, я тоже. Фильм сняли не сразу: сюда киношники приезжали два лета подряд. Кроме самарских детдомовцев на съёмки возили испанских детей. Они тогда жили в доме отдыха „Коминтерн“. На съёмки нас возили на пароходе, потому что съёмочная площадка была за Волгой. Кое-что снимали здесь, в Студёном овраге. Мы, куйбышевские пионеры, снимались в массовках. Но с актёрами из Москвы познакомиться успели, и неплохо. И хотя они были из столицы, за яблоками в соседний санаторий Водопьянова с нами лазить не отказывались. В волейбол и футбол с нами лихо играли. Не зазнавались ни капли. Больше мне довелось общаться с Катей Деревщиковой (она играла главную роль Женьки). Однажды нам здорово влетело за эту дружбу. Во время перерыва на съёмках мы решили на спор переплыть Волгу. И её с собой потащили. В этом месте река была очень широкая, мы были привыкшие к таким заплывам, а Катя вряд ли. Неизвестно, чем бы это закончилось для неё, если бы на середине реки нас не подобрала моторка с режиссёром. В детдоме нас наказали за эту авантюру: кроме серьёзного внушения, всех восьмерых „чемпионов Волги“ оставили вечером без пирога».
В 1942 году на экраны вышло снятое режиссёром Львом Кулешовым (по сценарию Аркадия Гайдара) продолжение фильма — «Клятва Тимура», с тем же актёрским составом (кроме Гейки, которого сыграл Саша Путко).

### Музыка
В предвоенном фильме 1940 года звучат всего 2 песни, одна (сыгранная на аккордеоне, произведённом в Германии фирмой Hohner), «Лётчики-пилоты, бомбы-пулемёты» — о расставании, предчувствии войны, надежде на возвращение, музыка написана Л. Шварцем на слова А. Гайдара, другая, «Возьмём винтовки новые» — военный марш, проводы на войну, музыка написана В. Белым (Л. Шварцем) на слова В. Маяковского.

Ах, если б только раз мне вас ещё увидеть,

ах, если б только раз, и два, и три.

А вы и не поймёте на быстром самолёте,

как вас я ожидала до утренней зари. Да!
Лётчики-пилоты… бомбы-пулемёты…

вот и улетели в дальний путь.

Вы когда вернётесь, я не знаю, скоро ль,

только возвращайтесь… хоть когда-нибудь.
Гей! Да где бы вы ни были — на земле, на небе ль,

над чужими ль странами — два крыла.

Крылья — краснозвёздные, милые и грозные,

жду я вас по-прежнему, как ждала.

Первое четверостишие, начинается практически с дословного повтора романса «Только раз бывают в жизни встречи» (Б. Фомин, П. Герман, 1924). И в гайдаровском тексте, и в тексте известного романса фраза «только раз» в первых четырёх стихах повторяется дважды. Учитывая, что именно в 1938 году, после долгого перерыва, вышла грампластинка с исполнением этого романса Изабеллой Юрьевой, а также факт всесоюзного транслирования музыки по радио, очевидно, что автор романса, который исполняет Ольга, знаком с этой фразой, должен узнать её и читатель. Аналогично обстоит ситуация и с романсом П. Фальбинова и Н. Дулькевич «Как хороши те очи» (1910). В 1920-е годы грампластинка с этим романсом переиздавалась с дореволюционных матриц, где дважды звучит фраза, воспроизведённая в гайдаровском тексте «Еще хоть раз / Увидеть вас!» («Ах, не забыть мне вас, / Дивные очи! Еще хоть раз / Увидеть вас!»). Более того, Ольга повторяет начальное междометие «Ах!», что отсылает сведущего читателя к меланхолическому романсу и показывает вторичность текста, исполняемого Ольгой.
…Мы видим, что Ольга воспроизводит текст неизвестного автора, который пытался создать содержательно-эмоциональную песню об ожидании лётчика лирической героиней, но не справился с этой задачей. Автор то включает в свой текст романсовые клише, подражая традиции, то увеличивает число желаемых встреч или число ожидаемых персонажей, то насыщает песню разными по стилю и оттенку междометиями («Ах», «Да», «Гей»), неуклюже расставляет эпитеты. Поэтическая организация стиха также далека от совершенства. Песни о лётчиках, в контексте глорификации военных и военной мощи, были очень популярны во второй половине 1930-х годов. И выбор Ольгой песни о лётчиках был вполне объясним: Ольга поёт посредственную песню, но ей самой она очень нравится, как это часто бывает с наивными исполнителями.
— Валентин Вадимович Головин, «Музицирование и пение в повести Аркадия Гайдара „Тимур и его команда“» / Институт русской литературы (Пушкинский Дом) РАН. — Санкт-Петербург.
В фильме — 18 эпизодов, в которых персонажи поют или музицируют: хор красноармейцев, сигналы трубача, исполнение «романса-новины» и частушки под драку. Музыка соотнесена с массовой музыкальной культурой 1930-х годов.

## Технические данные
- Чёрно-белый, звуковой
- Премьера — 31 декабря 1940 года
- Фильм восстановлен в 1965 году на киностудии имени М. Горького. Некоторые сцены были переозвучены (например, песня о «лётчиках-пилотах», которую поёт в саду Ольга). Новая версия фильма была сокращена на 1 минуту 50 секунд. В том числе была изъята сцена, которая была снята во время съёмок по настоянию начальства. В ней Тимур и Женя въезжают на мотоцикле в ночную Москву и, пропуская перед собой колонну красноармейцев-будённовцев на лошадях, останавливаются перед памятником Сталину. Гайдар потребовал эту сцену убрать, сказав: «Я не хочу выглядеть лизоблюдом». Он был единственным писателем своего времени, кто ни разу не упомянул в своих произведениях имени товарища Сталина. Кремлёвские верхи такой изъян простили, сделали вид, что не заметили. Однако, когда пришло время получать государственные награды, Гайдар обнаружил, что удостоен лишь самого скромного из всех орденов СССР — ордена Знак Почёта. На DVD изданы оба варианта фильма.

### Видео
На видеокассетах фильм выпущен дистрибьютором «Формат А».
17 мая 2007 года фильм выпущен дистрибьютором «Монополит» на DVD. Также выпущен на DVD компаниями «Магнат», «Восток В» и «Новый Диск».